# Cabernet Sauvignon
Cabernet Sauvignon (tiếng Pháp: [ka.bɛʁ.nɛ so.vi'ɲɔ̃]) là một trong những loại nho đỏ để làm rượu nổi tiếng nhất thế giới. Nó phát xuất từ Bordelais thuộc vùng làm rượu nho Bordeaux, và từ đó được trồng lan tràn khắp mọi nơi trên thế giới.Với khoảng 200.000 mẫu trồng nho nó đứng hàng thứ bảy, một hạng sau loại nho đỏ Merlot mà được trồng nhiều nhất trên thế giới.
Được sử dụng thường xuyên trong hỗn hợp rượu vang pha trộn, Cabernet Sauvignon có số lượng lớn đối tác pha trộn thích hợp để tạo nên những hương vị rượu vang đặc biệt. Một phần rõ ràng là từ là Merlot và Cabernet Franc, còn lại phần lớn đang thịnh hành pha trộn với Malbec, Petit Verdot và Carmenere (thành phần của loại vang Blend Bordeaux cổ điển), Shiraz (hương vị pha trộn ưa chuộng ở Australia) và ở Tây Ban Nha và Nam Mỹ, loại rượu vang pha trộn giữa Cabernet - Temparanillo hiện đang phổ biến. Ngay cả những loại rượu vang đậm đà từ giống nho Tannat ở Madiran giờ đây cũng đã hòa hợp với Cabernet Sauvignon
Có hai nguyên nhân chính để giống nho Cabernet Sauvignon trở thành một trong những giống nho thịnh hành và được ưa chuộng nhất trên thế giới. Nguyên nhân đầu tiên cũng là điều đơn giản nhất, vì giống nho này có thể dễ dàng thích nghi với các loại đất và khí hậu khác nhạu. Nó được trồng trải rộng từ Bắc bán cầu (như Canada, Mỹ...) cho tới những vùng xa xôi phía Nam bán cầu (như Australia, Chi lê...). Nguyên nhân thứ hai nhưng rát quan trọng, đó là mặc dù được trồng tại nhiều vùng có thổ nhưỡng và khí hậu khác nhau nhưng Cabernet Sauvignon vẫn giữ lại được một hương vị đặc trưng "Cab" không thể thay đổi. Một giống nho lâu đời, bền bỉ đã quen thuộc với hầu hết những tín đồ rượu vang trong nước và trên toàn thế giới.

## Hình ảnh

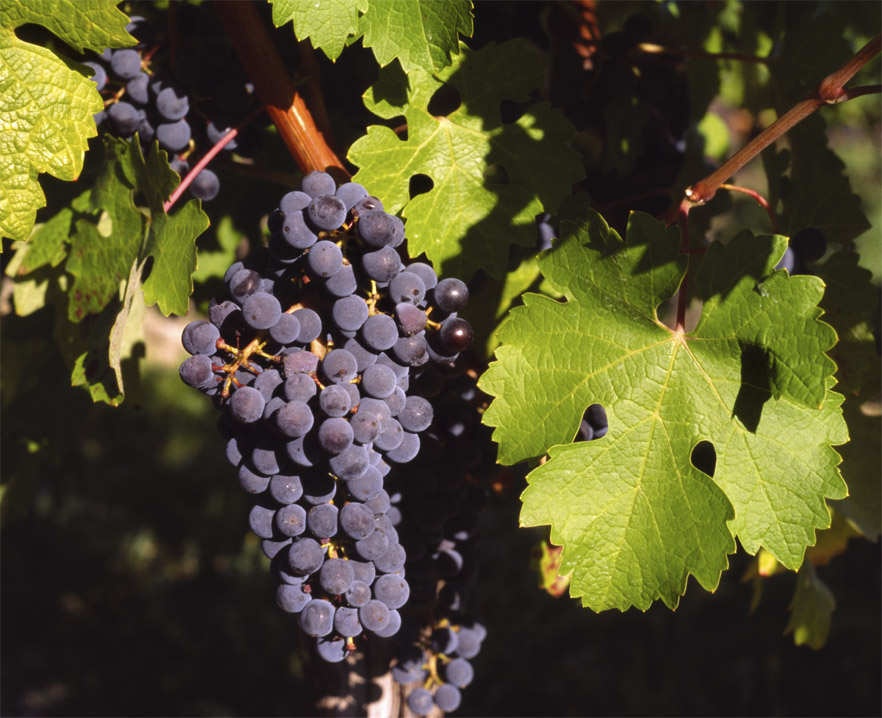
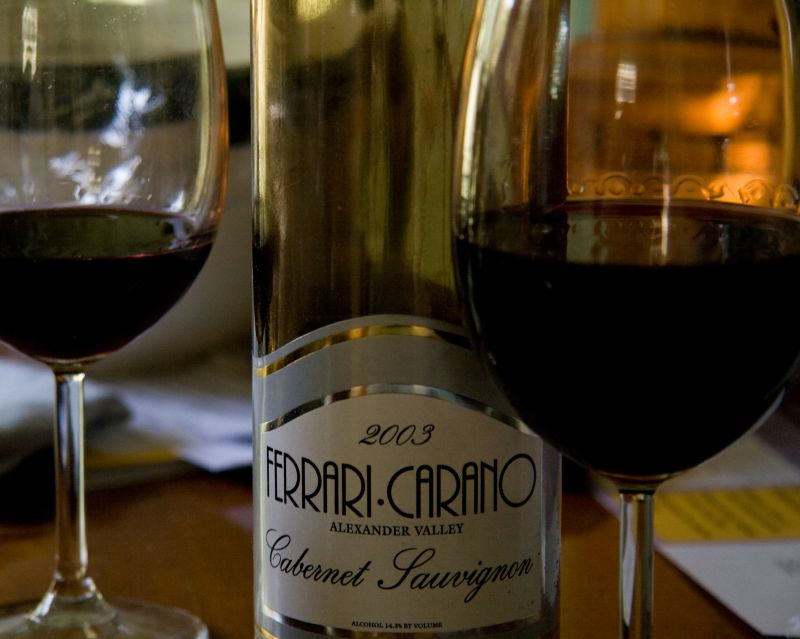